# مککار (کنتاکی)
مککار (به انگلیسی: McCarr) یک منطقهٔ مسکونی در ایالات متحده آمریکا است که در شهرستان پایک، کنتاکی واقع شده‌است. مککار ۲۱۰٫۹۲ متر بالاتر از سطح دریا واقع شده‌است.